# 18. Division (Japanisches Kaiserreich)
Die 18. Division (jap. 第18師団, Dai-jūhachi Shidan) war eine Division des Kaiserlich Japanischen Heeres, die zwischen 1907 und 1945 zweimal aufgestellt und aufgelöst wurde. Ihr Tsūshōgō-Code (militärischer Tarnname) war Chrysanthemen-Division (菊兵團, Kiku-heidan) oder 18D.

## Geschichte der Einheit

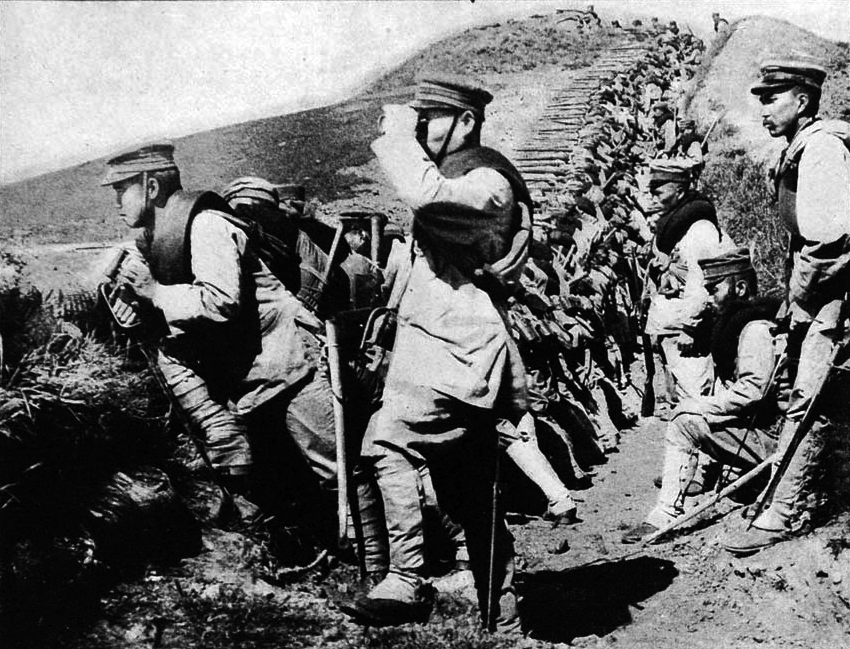
Soldaten der 18. Division in einem aufgegebenen deutschen Schützengraben während der Belagerung von Tsingtau, 1914.

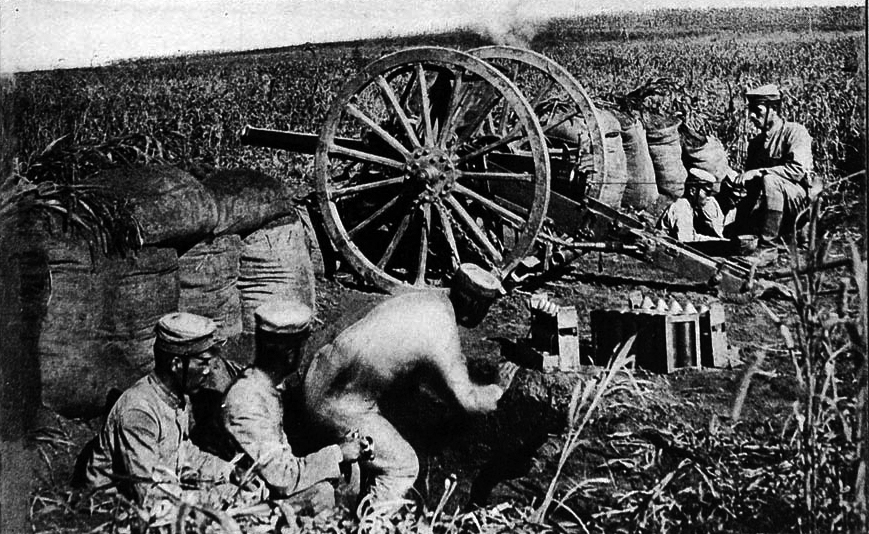
Ein 75-mm-Feldgeschütz Typ 31 der 18. Division während der Belagerung von Tsingtau.

Die 18. Division wurde kurz nach Ende des Russisch-Japanischen Krieges am 13. November 1907 unter dem Kommando von Generalleutnant Kimura Aritsune als Karree-Division aufgestellt und bestand aus der 23. Brigade (46. und 55. Infanterie-Regiment) und der 24. Brigade (48. und 56. Infanterie-Regiment) sowie dem 22. Kavallerie-Regiment, dem 24. Feldartillerie-Regiment und dem 18. Pionier- und Transport-Regiment. Das Hauptquartier der ca. 15.000 Mann starken Division lag in Kurume.
Am 28. Juli 1914 brach der Erste Weltkrieg aus, in dem Japan an der Seite der Entente-Mächte gegen die Mittelmächte Deutsches Kaiserreich, Österreich-Ungarn und dessen Verbündete beitrat. Der nahestliegende feindliche Stützpunkt war das Gebiet Kiaoutschou, der seit 1898 unter deutscher Pacht stand und sich auf der Shandong-Halbinsel an der chinesischen Ostküste befand. Die 18. Division unter Generalleutnant Kamio Mitsuomi bekam den Befehl, das deutsche Pachtgebiet mit seiner Hauptstadt Tsingtao zu belagern und einzunehmen. Kamio war für seine vorsichtige Vorgehensweise bekannt und sollte, anders als 10 Jahre zuvor bei der Belagerung von Port Arthur, größere Verluste vermeiden. Dazu erhielt er Verstärkung durch die 29. Brigade, die aus dem 67. Infanterie-Regiment und einem Bataillon des 34. Infanterie-Regiments bestand. Unterstützt wurden die Truppen durch über 100 Geschütze verschiedener Kaliber von 10 cm bis 28 cm sowie dem 8. Infanterie-Regiment, was die japanischen Belagerungstruppen auf fast 60.000 Mann anwachsen ließ. Am 31. Oktober 1914 eröffneten die japanischen Geschütze das Feuer auf die Verteidiger von Tsingtau. Während die schweren japanischen Geschütze die feindlichen Batterien und Befestigungsanlagen zerstörten, schossen in der Nacht die japanischen 75-mm-Feldgeschütze Typ 31 Schrapnells, um Ausbesserungsarbeiten durch die Deutschen und Österreicher zu verhindern. Am 6. November konnten die Japaner drei der fünf Redouten einnehmen, sodass der deutsche Kommander Tsingtaus, Kapitän zur See Meyer-Waldeck, am nächsten Tag kapitulierte. Trotz der zwei-monatigen Belagerung hatten die japanischen Truppen nur 415 Tote sowie 1500 Verwundete zu beklagen.
Im Zuge einer Kostenersparnis wurde die 18. Division, neben der 13., 15. und 17. Division, 1925 aufgelöst.
Nachdem im Juli 1937 der Zweite Japanisch-Chinesische Krieg ausgebrochen war, wurde die 18. Division im September 1937, wieder als Karree-Division, erneut aufgestellt. Sie war der 10. Armee unterstellt, die Teil der Regionalarmee Zentralchina war. Ab Dezember 1937 nahm die Division an der Schlacht um Nanking teil und war auch am Massaker von Nanking beteiligt.

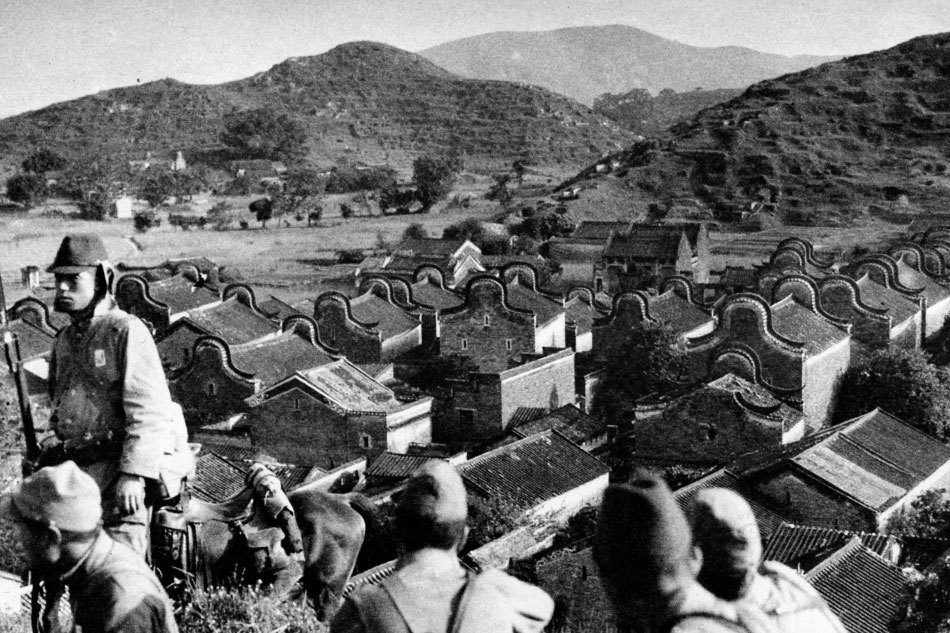
Soldaten der 18. Division in der Nähe von Guangzhou

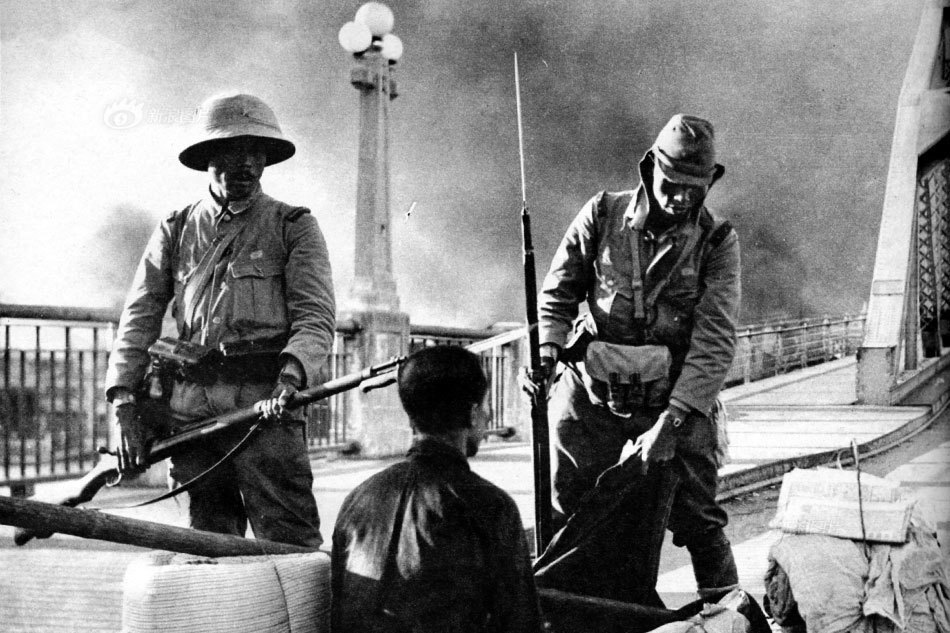
Soldaten der 18. Division überprüfen einen chinesischen Zivilisten, Oktober 1938

Ab September 1938 war die 18. Division unter Generalleutnant Kuno Seiichi der 21. Armee (Generalleutnant Furushō Motoo) unterstellt, mit der sie an der Operation Z, dem Angriff auf die Guangdong-Provinz, teilnahm. Ab November war die Division in schwere Kämpfe während der chinesischen Winteroffensive 1939/1940 verwickelt, in der über 500.000 Chinesen auf breiter Front die japanischen Truppen angriffen. Der chinesische Angriff konnte erst im April 1939 gestoppt werden. Durch die erlittenen Verluste war die japanische Offensivkraft auf dem chinesischen Kriegsschauplatz stark eingeschränkt worden.
Im November 1941 wurde die 18. Division unter Generalleutnant Mutaguchi Renya der 25. Armee unterstellt, die ab dem 6. November von Generalleutnant Yamashita Tomoyuki kommandiert wurde. Zusammen mit der 2. Garde-Division, der 5. Infanterie-Division und der 3. Panzer-Brigade, zusammen etwa 60.000 Mann stark, erhielten sie den Auftrag, ab 7. Dezember 1941 an der japanischen Invasion der Malaiischen Halbinsel teilzunehmen. Die 18. Division landete bei Kota Bharu und stieß schnell Richtung Süden, gen Singapur, vor. In der Schlacht um Singapur setzten Teile der Division am 8. Februar 1942 auf die Insel von Singapur über, das am 15. Februar kapitulierte. Dabei gerieten 80.000 alliierte Soldaten in japanische Gefangenschaft.
Zur gleichen Zeit, in der der malaiische Feldzug stattfand, nahm die 35. Brigade der 18. Division unter Generalmajor Kawaguchi Kiyotake an der japanischen Invasion Borneos teil. Wegen ihres Kommandeurs wurde der Verband Kawaguchi-Verband genannt. Den Hauptteil des Kawaguchi-Verbandes stellte das 124. Infanterie-Regiment und das 33. Feldartillerie-Bataillon, die ab dem 16. Dezember auf Borneo landeten.
Nachdem die Eroberung Singapurs abgeschlossen worden war, wurde der Hauptteil der 18. Division nach Rangun verschifft und der 15. Armee unterstellt. Im April 1942 bewegten sich drei japanische Angriffsäulen in nördliche Richtung durch Burma, wobei die 18. und die 55. Division die mittlere Säule bildeten. Sie konnten nach schweren Kämpfen die 22. und 200. Division der Nationalchinesen Richtung Mandalay zurückdrängen. Am 1. Mai 1942 konnten sie Mandalay, Burmas zweitgrößte Stadt, einnehmen.
Im April 1943 wurde die 18. Division offiziell als Triangulare Division (Drei Infanterie-Regimenter anstatt vier) umgegliedert, wobei sie ihr 124. Regiment an die 31. Division abgab.
Ab März 1944 nahm die 18. Division an der Operation U-gō teil, der japanischen Offensive gegen Truppen des Britischen Weltreichs, die sich im indischen Bundesstaat Manipur verschanzt hatten. Die Operation endete in einer Niederlage für die japanischen Truppen, da Chindits, britisch-indische Truppen, erheblich die Nachschubrouten der 18. Division störten. Die japanischen Truppen zogen sich in den Süden Burmas zurück, wo sie 1945 kapitulierten.

## Gliederung

### 1907
Aufstellung am 13. November 1907 als Karree-Division wie folgt:
- 23. Brigade
  - 46. Infanterie-Regiment
  - 55. Infanterie-Regiment
- 24. Brigade
  - 48. Infanterie-Regiment
  - 56. Infanterie-Regiment
- 22. Kavallerie-Regiment
- 24. Feldartillerie-Regiment
- 18. Pionier- und Transport-Bataillon

### 1937
Im September 1937 erfolgte die Wiederaufstellung, wieder als Karree-Division, wie folgt:
- 18. Infanterie-Divisions Hauptquartier
  - 23. Brigade
    - 55. Infanterie-Regiment
    - 56. Infanterie-Regiment

  - 35. Brigade
    - 114. Infanterie-Regiment
    - 124. Infanterie-Regiment

  - 22. Kavallerie-Bataillon
  - 18. Gebirgsartillerie-Regiment
  - 12. Pionier-Regiment
  - 18. Signal-Einheit
  - 12. Transport-Regiment
  - 18. Sanitäts-Einheit

### 1943
Im April 1943 erfolgte die Umgliederung zu einer Typ B „Standard“ Division als Triangulare Division wie folgt:
- 18. Infanterie-Divisions Hauptquartier (350 Mann)
- 18. Infanterie-Brigade
  - 55. Infanterie-Regiment (3275 Mann)
  - 56. Infanterie-Regiment (3275 Mann)
  - 114. Infanterie-Regiment (3275 Mann)
- 22. Kavallerie-Bataillon (600 Mann)
- 18. Gebirgsartillerie-Regiment (2100 Mann; 36 75-mm-Gebirgsgeschütze)
- 12. Pionier-Regiment (900 Mann)
- 18. Signal-Einheit (240)
- 12. Transport-Regiment (1810 Mann)
- 18. Versorgungs-Kompanie (80 Mann)
- 18. Dekontaminations-Einheit (224 Mann)
- 18. Feldhospital (Drei Feldhospitäler mit jeweils 250 Mann)
- 18. Wasserversorgungs- und -aufbereitungs-Einheit (235 Mann)
- 18. Veterinär-Hospital (120 Mann)
- 18. Sanitäts-Einheit (1110 Mann)

Gesamtstärke: 18.344 Mann

## Führung
Divisionskommandeure
- Kimura Aritsune, Generalleutnant: 13. November 1907 bis 30. November 1910
- Osako Naomichi, Generalleutnant: 30. November 1910 bis 26. Dezember 1912
- Kamio Mitsuomi, Generalleutnant: 26. Dezember 1912 bis 26. November 1914
- Saito Saburo, Generalleutnant: 26. November 1914 bis 26. Mai 1915
- Shiba Katsusaburo, Generalleutnant: 4. Juni 1915 bis 25. Juli 1919
- Kozan Kimimichi, Generalleutnant: 25. Juli 1919 bis 15. August 1922
- Kanaya Hanzō, Generalleutnant: 15. August 1922 bis 1. Mai 1925

- Ushijima Sadao, Generalleutnant: 11. September 1937 bis 15. Juli 1938
- Seiichi Kuno, Generalleutnant: 15. Juli 1938 bis 10. Februar 1940
- Seikichi Hyakutake, Generalleutnant: 10. Februar 1940 bis 10. April 1941
- Renya Mutaguchi, Generalleutnant: 10. April 1941 bis 18. März 1943
- Tanaka Shinichi, Generalleutnant: 18. März 1943 bis 22. September 1944
- Naka Eitaro, Generalleutnant: 22. September 1944 – September 1945